# Елия Пулхерия
Елия Пулхерия (* 19 януари 399; † 453) е дъщеря на императора на Източната Римска империя Аркадий и Елия Евдоксия.

## Византийска императрица
Като сестра на Теодосий II, тя се сдобива с много власт, когато той сяда на престола като дете през 408. Тя дава обет за безбрачие, за да не може да бъде принудена да се омъжи и има склонността на разчита на подкрепата на различни германски офицери, като например алана Аспар. От 416 Теодосий вече може да управлява самостоятелно, но тя има много силно влияние, провъзгласявайки се за императрица през 414. През същата година тя кара Теодосий да свали всички езичници от държавна служба; тя е набожна християнка и под нейното влияние Теодосий и съпругата му Елия Евдокия (бивша езичница) също стават набожни християни.
През 421 Теодосий обявява война на Персия под влияние на Пулхерия, несъмнено защото персийците са преследвали християните. Тя не се противопоставя на арианството, християнската ерес, изповядвана от германските племена. Известна е с борбата си срещу несторианството. Първоначално Теодосий подкрепя архиепископ Несторий, но Пулхерия, с помощта на архиепископ Кирил от Александрия, го убеждава да смени позицията си. В организирания Първи Ефески събор, чрез влиянието си, Пулхерия играе важна роля в каноничното обавяване на Дева Мария за Богородица. Като резултат, Несторий е изпратен в изгнание през 435. Пулхерия също така убеждава брат си да изпрати в изгнание евреите и да разруши техните синагоги в Константинопол.
През 441 евнухът Хрисафий убеждава Теодосий да свали от власт Пулхерия, макар че Хрисафий просто заема нейното място, оставяйки малко власт в ръцете на Теодосий. Пулхерия става монахиня, но през 450, когато Теодосий умира, на Пулхерия е разрешено да се върне в двора. Хрисафий и Пулхерия се борят за власт след смъртта на Теодосий; Пулхерия се съюзява с германските офицери и се омъжва за един от военачалниците на Аспар, Маркиан, заявявайки, че Теодосий е обявил Маркиан за свой наследник. Сватбата се състои с уговорката, че той се съобразява с обета на Пулхерия за целомъдрие. Впоследствие Пулхерия кара Маркиан да екзекутира Хрисафий.
През 451 тя помага при организирането на Събора в Халкедон, за да бъде окончателно осъдено несторианството. Съборът също така осъжда Втори Ефески събор (който противниците му наричат „Разбойнически събор“) от 449, който подкрепя монофизитската ерес и монофизитския архимандрит Евтихий, който след Халкедон е свален и изпратен в изгнание. В Халкедон Пулхерия обявява Флавиан от Константинопол за мъченик, след свалянето му на Разбойническия събор и смъртта му, причинена от ръцете на привържениците на Евтихий, на които той се противопоставя.
Пулхерия също така поръчва изграждането на много нови църкви из Константинопол, особено такива, посветени на Дева Мария. Сестрата на Теодосий умира през юли 453, оставяйки Маркиан под влиянието на Аспар, а самият император умира през 457. Пулхерия е обявена за светица от Западната католическа църква и Източната православна църква.

## Леля и съименничка
Пулхерия също така е името на една от дъщерите на Теодосий I и Елия Флацила. Тя е родена през 378 и умира през 385.